# Distretto di Yichun
Il distretto di Yichun (伊春区S, Yīchūn QūP) è un distretto della Cina, situato nella provincia di Heilongjiang e amministrato dalla prefettura di Yichun.